# 718.ª Divisão de Infantaria (Alemanha)
A 718ª Divisão de Infantaria (em alemão:718. Infanterie-Division) foi uma unidade militar que serviu no Exército alemão durante a Segunda Guerra Mundial. Foi redesignada como 118. Jäger-Division no dia 1 de abril de 1943.
A 118. Jäger-Division lutou contra os partisans na Bósnia, sendo enviado para a costa da Dalmácia no verão de 1944, protegendo contra um possível desembarque aliado. Se rendeu para as tropas britânicas próximo de Klagenfurt, ná Áustria.

## Comandantes
| Comandante                     | Data                                       |
| 718ª Divisão de Infantaria     | 718ª Divisão de Infantaria                 |
| ------------------------------ | ------------------------------------------ |
| Generalleutnant Johann Fortner | 3 de maio de 1941 - 14 de março de 1943    |
| Generalleutnant Josef Kübler   | 14 de março de 1943 - 1 de abril de 1943   |
| 118. Jäger-Division            |                                            |
| Generalleutnant Josef Kübler   | 1 de abril de 1943 - 10 de julho de 1944   |
| Oberst Rudolf Gertler          | 10 de julho de 1944 -. 10 de julho de 1944 |
| Generalmajor Hubert Lamey      | 10 de julho de 1944 - 8 de maio de 1945    |

## Oficiais de operações
| Oberstleutnant Herbert Geitner | 1 de outubro de 1942 - 10 de agosto de 1944 |
| Major Dietrich Maurer          | 10 de agosto de 1944-1945                   |

## Área de operações
| Áustria                      | maio de 1941 - maio de 1941        |
| Sérvia & Croácia             | maio de 1941 - abril de 1943       |
| Bálcãs                       | abril de 1943 - julho de 1944      |
| Dalmácia                     | julho de 1944 - setembro de 1944   |
| Iugoslávia                   | setembro de 1944 - janeiro de 1945 |
| Bálcãs, Hungria & Jugoslávia | janeiro de 1945 - maio de 1945     |